# Kings Highway (Australien)
Der Kings Highway ist eine Fernverkehrsstraße im Südosten des australischen Bundesstaates New South Wales und im Osten des Australian Capital Territory. Er verbindet die australische Hauptstadt Canberra mit dem Princes Highway in Batemans Bay an der Küste von New South Wales.

## Verlauf
Die Straße beginnt als Canberra Avenue am Capital Hill im Zentrum der Hauptstadt und führt nach Südosten. Zwischen den Stadtteilen Fyshwick und Symonston überquert sie den Monaro Highway (R23) und die Grenze nach New South Wales, woraufhin sie die Stadt Queanbeyan erreicht.
Dort wendet sich der Kings Highway nach Ost-Nordost und führt durch die Siedlungen Bungendore und Doughboy. In Doughboy biegt die Straße nach Südosten ab und überquert die Kammlinie der Great Dividing Range. Über Braidwood führt sie am Clyde Mountain vorbei und trennt den Budawang-Nationalpark im Norden und den Monga-Nationalpark und den Clyde-River-Nationalpark im Süden. Sie überquert den Clyde River bei Nelligen und fällt dann zur Küste beim Badeort Batemans Bay, wo sie auf den Princes Highway (R1) trifft und endet.